# منطقه ماورای قراقروم

جامو و کشمیر

منطقه ماورای قراقروم (Trans-Karakoram Tract) که به نام‌های شاکسگام (Shaksgam) یا منطقه شاکسگام (Shaksgam Tract) و دره شاکسگام (Shaksgam Valley) نیز شناخته می‌شود بیش از ۹۹۰۰ کیلومترمربع در امتداد هر دو طرف رودخانه شاکسگام وسعت دارد و از منطقه قراقروم تا منطقه کونلون گسترش یافته‌است. این منطقه به‌طور کامل توسط چین به عنوان بخشی از ناحیه کارغلیق (Kargilik County) و شهرستان خودمختار تاشکورگان تاجیک در ولایت کاشغر در منطقه خودمختار سین کیانگ کنترل می‌شود و تا سال ۱۹۶۳ مورد ادعای پاکستان بود. همچنین هند بر این منطقه به عنوان بخشی از ایالت جامو و کشمیر ادعای مالکیت دارد.